# Clamanges
Clamanges település Franciaországban, Marne megyében. Lakosainak száma 225 fő (2022. január 1.). Clamanges Écury-le-Repos, Fère-Champenoise, Pierre-Morains, Trécon és Villeseneux községekkel határos.

## Népesség
A település népességének változása:
| Lakosok száma | 210  | 142  | 162  | 193  | 230  | 212  | 206  | 213  | 217  | 225  |
|               | 1968 | 1982 | 1990 | 2006 | 2013 | 2015 | 2017 | 2019 | 2020 | 2022 |